# Gare de Gaillac
La gare de Gaillac est une gare ferroviaire française de la ligne de Brive-la-Gaillarde à Toulouse-Matabiau via Capdenac, située à proximité du centre de la ville de Gaillac, dans le département du Tarn, en région Occitanie.
C'est une gare de la Société nationale des chemins de fer français (SNCF), desservie par des trains régionaux et ouverte au service Fret SNCF.

## Situation ferroviaire
Établie à 123 mètres d'altitude, la gare de Gaillac est située au point kilométrique (PK) 342,933 de la ligne de Brive-la-Gaillarde à Toulouse-Matabiau via Capdenac, entre les gares de Tessonnières et de Lisle-sur-Tarn.

## Histoire
Le bâtiment a été construit en 1864, lors de l'inauguration de la ligne de Brive à Toulouse par Lexos. Le raccordement de Gaillac au réseau ferroviaire va ouvrir de nouveaux débouchés au vignoble local et donner lieu à un important trafic, en lieu et place du transport fluvial par le Tarn, et ce jusqu'au transfert sur la route, à la fin du XXe siècle.
Le total des recettes effectuées en gare de Gaillac est de 452 659 francs en 1897,  516 318 francs en 1901 et de 499 192 francs en 1903.
Le 2 septembre 2002 a lieu la mise en service de sept nouvelles dessertes par des trains TER Midi-Pyrénées. Cette amélioration de la desserte de Gaillac par la SNCF, est l'aboutissement du plan État-Région 2000-2006 qui prévoyait l'intégration de la gare dans la zone régionale péri-urbaine de Toulouse. Cette augmentation du service ferroviaire doit encore conforter la fréquentation qui a été, en moyenne, de 540 voyageurs par jour en 2001, classant Gaillac en troisième position des gares du département du Tarn.
Le 16 novembre 2006 à 10h31 départ, pour la gare de Toulouse-Matabiau, du train du Gaillac primeur qui associe le vin nouveau et le ferroviaire dans une opération de promotion depuis vingt ans. Cette action est soutenue par plusieurs partenaires, notamment : la SNCF, le conseil régional de Midi-Pyrénées, l'Office de tourisme de Gaillac, Eliance et IndoSuez.

### Fréquentation
| Année                      | 2015    | 2016    | 2017    | 2018    | 2019    | 2020    | 2021    | 2022    | 2023    |
| -------------------------- | ------- | ------- | ------- | ------- | ------- | ------- | ------- | ------- | ------- |
| Voyageurs seuls            | 231 166 | 224 255 | 241 299 | 204 085 | 263 296 | 230 110 | 293 303 | 340 713 | 346 599 |
| Voyageurs et non voyageurs | 288 958 | 280 319 | 301 624 | 255 107 | 329 121 | 287 638 | 366 628 | 425 891 | 433 249 |

## Service des voyageurs

### Accueil
Gare SNCF, elle dispose d'un bâtiment voyageurs, avec guichet, ouvert tous les jours. Elle est  équipée, notamment, d'automates pour l'achat de titres de transport et d'une consigne à bagages.
Une passerelle permet la traversée des voies et le passage d'un quai à l'autre.

### Desserte
Gaillac est desservie par des trains TER Occitanie circulant entre Toulouse-Matabiau et Albi d'une part, entre Toulouse-Matabiau et Capdenac, d'autre part. Au-delà d'Albi, certains de ces trains sont en provenance ou à destination de Carmaux ou de Rodez. 
Aux heures de pointe, deux à trois trains par heure la desservent dans le sens de la pointe. Aux heures creuses et en contrepointe, la fréquence de passage s'abaisse avec un ou deux trains par heure dans chaque sens, mais cette fréquence peut être plus faible, avec un train par heure et quart au minimum en journée. La plupart des trains proviennent ou vont vers Albi et au-delà, alors que six trains par sens proviennent ou vont vers Capdenac chaque jour.

### Intermodalité
Un parc pour les vélos et un parking pour les véhicules y sont aménagés. Elle est desservie par des bus du réseau des transports en commun de Gaillac. Une gare routière est située à une centaine de mètres et permet des correspondances avec les lignes 702, 704, 709, 710, 712 et 721 du réseau régional liO.

## Service des marchandises
La gare de Gaillac est ouverte au service Fret SNCF pour des trains massifs.